# Asedio de Schoonhoven (1575)
El asedio de Schoonhoven de 1575, también conocido como la captura de Schoonhoven, fue una victoria española que tuvo lugar entre el 11 y el 24 de agosto de 1575, en Schoonhoven, Países Bajos españoles, en la actualidad Holanda Meridional, Países Bajos, durante la Guerra de los ochenta años. El 28 de junio de 1575, las fuerzas españolas, entre 8000 y 10 000 soldados, dirigidas por Gilles de Berlaymont, señor de Hierges, y Estatúder de Gueldres, capturaron Buren y el 7 de agosto, Oudewater. [1] [3] El comandante español continuó su exitoso progreso y llegó a Schoonhoven el 11 de agosto. [1] [2] Después de 13 días de sitio y una resistencia valiente pero inútil, las fuerzas rebeldes dirigidas por De La Garde, compuestas por soldados holandeses, ingleses, escoceses, franceses y valones, que sumaban un total de unos 800 hombres, se entregaron a las tropas españolas, con más experiencia, el 24 de agosto. [3] La habitantes de la ciudad, que no estaba dispuesta a ayudar a las fuerzas rebeldes, recibieron a Berlaymont con gran alegría. [2]
Dos semanas después, las fuerzas españolas al mando de Charles de Brimeu, conde de Megen, marcharon hacia Woerden y sitiaron la ciudad el 8 de septiembre. [2] [3] Después de un año de asedio. Las tropas españolas se marcharon de Woerden, sin poder tomarla. 